# 卡萨尔马焦雷
卡萨尔马焦雷（義大利語：Casalmaggiore），是意大利克雷莫纳省的一个市镇。总面积60平方公里，人口14930人，人口密度248.8人/平方公里（2009年）。国家统计（ISTAT）代码为019021。

## 友好城市
- 法國吉耶朗-格朗日
- 波蘭塔爾努夫